# ミカ・ピント
ミカ・ピント（Mica Pinto）ことミカエル・ゴンサルヴェス・ピント（Michael Gonçalves Pinto、1993年6月4日 - ）は、ルクセンブルク・ディーキルヒ出身のポルトガル人サッカー選手。CSKAソフィア所属。ポジションはDF。

## 経歴
ルクセンブルクのディーキルヒ生まれだが、14歳のときスポルティングCPの下部組織に加入し、2012-13シーズンにBチームに昇格した。
2015年8月15日、レクレアティーボ・ウェルバにレンタル移籍した。
2016年5月27日、CFベレネンセスに移籍し、スポルティングとベレネンセスがピントの保有権をそれぞれ50%ずつ保持する。
2018年1月15日、エールステ・ディヴィジのフォルトゥナ・シッタートに移籍し、移籍後すぐにレギュラーに定着、クラブのエールディヴィジ昇格に貢献した。2シーズン目からはクラブのキャプテンを務め、リーグ戦28試合に出場した。2019-20シーズン、怪我での離脱が増え、出場機会が減少した。
2019年12月30日、スパルタ・ロッテルダムと2年半契約を交わした。

## 代表経歴
2013年、U-20ポルトガル代表の一員として2013 FIFA U-20ワールドカップに参加した。大会はベスト16で敗退したものの、ピントは全試合にフル出場した。
2020年10月7日、ルクセンブルク代表として、リヒテンシュタイン代表との親善試合に出場した。